# Элизиу-Медраду
Элизиу-Медраду (порт. Elísio Medrado)  —  муниципалитет в Бразилии, входит в штат Баия. Составная часть мезорегиона Северо-центральная часть штата Баия. Входит в экономико-статистический микрорегион Фейра-ди-Сантана. Население составляет 7875 человек на 2006 год. Занимает площадь 199,541 км². Плотность населения — 39,5 чел./км².

## История
Город основан 20 июля 1962 года.

## Статистика
- Валовой внутренний продукт на 2003 год составляет 17 730 603,00 реалов (данные: Бразильский институт географии и статистики).
- Валовой внутренний продукт на душу населения на 2003 год составляет 2253,51 реала (данные: Бразильский институт географии и статистики).
- Индекс развития человеческого потенциала на 2000 год составляет 0,655 (данные: Программа развития ООН).